# Снегирёвые сойки
Снегирёвые сойки (лат. Corcoracidae) — семейство воробьинообразных птиц.

## Описание
Снегирёвые сойки — это воробьиные среднего размера, длинной от 31 до 47 см. Кормятся на земле. Имеют длинные ноги и короткие закруглённые крылья .Оперение либо глянцево-чёрное, с вкраплениями белого на крыльях, либо матово-серое с коричневыми крыльями. Клюв средней длины изогнут вниз и заострён или слегка загнут вниз. Различия в клювах отражают различия в экологии питания.

## Распространение и среда обитания
Встречаются в открытой среде обитания в восточной Австралии. Оба вида, входящие в семейство, терпимы к изменённым человеком средам обитания и обитают в сельхозугодьях, парках и садах.

## Поведение

### Питание
Рацион снегирёвых соек разнообразен: в тёплые месяцы он состоит в основном из насекомых, паукообразных и других беспозвоночных. Питание в оставшийся период включает семена, мелких позвоночных и водных беспозвоночных. Ищут пищу большей частью на земле, обдирая клювом листья, опавшие ветки и ветки или другой материал.

## Список видов
- Corcorax melanorhamphos (Vieillot, 1817) — Белокрылая галка, или белокрылая клушица, или белокрылый сорочий жаворонок
- Struthidea cinerea Gould, 1837 — птица-апостол, или снегирёвая сойка